# Complejo lagunar de Ballesteros y valle del río Moscas
Complejo lagunar de Ballesteros y valle del río Moscas este o arie protejată (arie specială de conservare — SAC, sit de importanță comunitară — SCI) din Spania întinsă pe o suprafață de 351,54 ha, integral pe uscat.

## Localizare
Centrul sitului Complejo lagunar de Ballesteros y valle del río Moscas este situat la coordonatele 39°59′24″N 2°08′20″W / 39.99°N 2.1388°V.

## Înființare
Situl Complejo lagunar de Ballesteros y valle del río Moscas a fost declarat sit de importanță comunitară în decembrie 1997 pentru a proteja 2 specii de plante și 12 specii de animale. Situl a fost protejat și ca arie specială de conservare în mai 2015.

## Biodiversitate
Situată în ecoregiunea mediteraneană, aria protejată conține 11 habitate naturale: Pășuni mediteraneene udate de apa mării (Juncetalia maritimi), Mlaștini calcaroase cu Cladium mariscus și specii de Caricion davallianae, Râuri mediteraneene cu debit permanent cu specii de Paspalo-Agrostidion și galerii riverane de Salix și de Populus alba, Iazuri temporare mediteraneene, Lacuri eutrofice naturale cu vegetație de tip Magnopotamion sau Hydrocharition, Pajiști cu Molinia pe soluri calcaroase, turboase sau argilos-nămoloase (Molinion caeruleae), Vegetație gipsofilă iberică (Gypsophiletalia), Ape puternic oligomezotrofe cu vegetație bentonică cu Chara spp., Pajiști umede mediteraneene cu ierburi înalte de Molinio-Holoschoenion, Galerii de Salix alba și de Populus alba, Cursuri de apă de la nivel de câmpie la nivel montan, cu vegetație Ranunculion fluitantis și Callitricho-Batrachion.
La baza desemnării sitului se află mai multe specii protejate:
- plante (2): Apium repens, Narcissus nevadensis
- păsări (11): pescăruș albastru (Alcedo atthis), rață pitică (Anas crecca), rață mare (Anas platyrhynchos), stârc cenușiu (Ardea cinerea), lișiță (Fulica atra), becațină comună (Gallinago gallinago), gaia neagră (Milvus migrans), gaia roșie (Milvus milvus), turturică (Streptopelia turtur), corcodel mic (Tachybaptus ruficollis), nagâț (Vanellus vanellus)
- pești (1): Achondrostoma arcasii

Pe lângă speciile protejate, pe teritoriul sitului au mai fost identificate 16 specii de plante.